# Richard-Wagner-Straße 127 (Mönchengladbach)

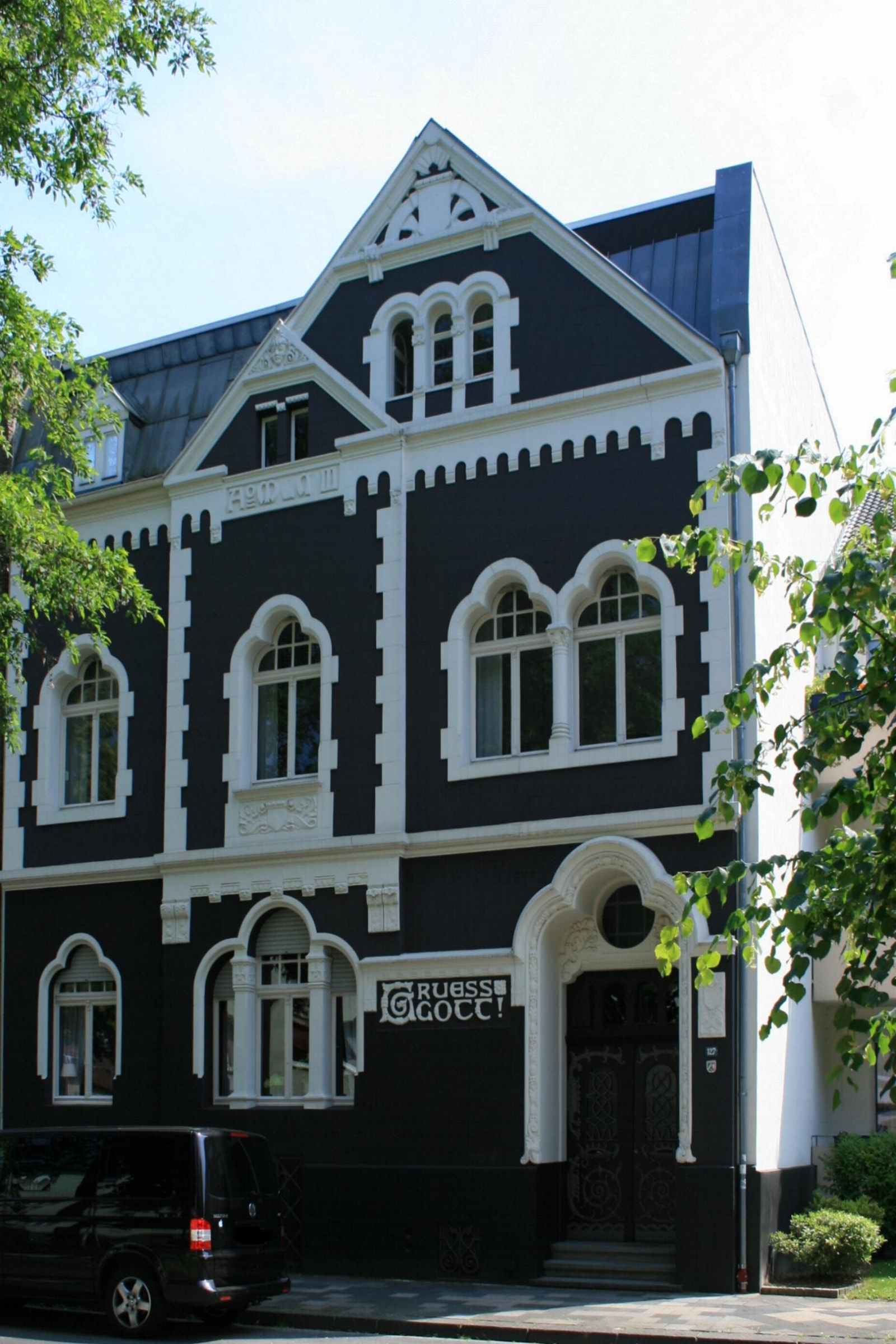
Wohnhaus (2010)

Das Wohnhaus Richard-Wagner-Straße 127 steht in Mönchengladbach (Nordrhein-Westfalen) im Stadtteil Dahl.
Das Gebäude wurde 1903 erbaut. Es wurde unter Nr. R 042 am 26. Januar 1989 in die Denkmalliste der Stadt Mönchengladbach eingetragen. Mit den Häusern Nr. 81 und Nr. 86 sind weitere historische Bauten in der Nachbarschaft erhalten.

## Architektur
Bei dem Objekt handelt es sich um ein zweigeschossiges und traufenständiges Mehrfamilienhaus. Im Mansarddachbereich neben den Giebeln dient ein Dachhäuschen der zusätzlichen Belichtung. Eine Unterschutzstellung liegt im öffentlichen Interesse.